# Sonderkommando J
Im Sonderkommando J wurden ab 1944 sogenannte „Wehrunwürdige“, überwiegend „jüdische Mischlinge“ und „jüdisch Versippte“ aus „Mischehen“, bei der Organisation Todt (OT) als „Sonderdienstverpflichtete“ eingesetzt. Diese Zwangsarbeiter wurden meist fernab des Wohnortes kaserniert und in geschlossenen Kolonnen zu schwerer körperlicher Arbeit eingesetzt. Einige Historiker deuten diese Ausgrenzung als Vorstufe einer beabsichtigten Deportation.

## Geschlossener Arbeitseinsatz
Wesentliche Besonderheiten, die später auch die Zwangsarbeit im Sonderkommando J bestimmten, finden sich bereits beim „Geschlossenen Arbeitseinsatz“, der Teil eines gegen Juden gerichteten Verfolgungskonzepts war. So wurde die strenge Abschottung der jüdischen Arbeitskolonnen als Vorbild übernommen und von der Arbeitsverwaltung bei den Sonderdienstverpflichteten der Organisation Todt zielbewusst umgesetzt.
Alle männlichen Juden gemäß der Definition der Ersten Verordnung zum Reichsbürgergesetz, die sich ab Herbst 1938 arbeitslos meldeten, sollten „zur Erleichterung der Auswanderungsbestrebungen und im Interesse der Entlastung öffentlicher Unterstützungsmittel“ in geschlossenen Kolonnen bei kommunalen oder privatwirtschaftlichen Betrieben oder auch zu Erdarbeiten und in Steinbrüchen eingesetzt werden. Der Präsident der Reichsanstalt für Arbeitsvermittlung und Arbeitslosenversicherung, Friedrich Syrup, ordnete am 20. Dezember 1938 mit ausdrücklicher Billigung Hermann Görings an, dass die Juden streng getrennt von Nichtjuden beschäftigt werden sollten.
Da viele Betriebe eine derartige Separierung nicht zusichern konnten, verpflichtete die Zentraldienststelle für Juden beim Berliner Arbeitsamt die Juden zunächst zum „Geschlossenen Arbeitseinsatz“ bei Planierungs- und Abbrucharbeiten oder bei Müllplätzen auf städtischem Gelände. Das Wiener Arbeitsamt schickte nach dem Anschluss Österreichs Anfang 1939 mehr als eintausend Juden nach Niedersachsen, wo die Kolonnen beim Bau von Talsperren und Hochwasserschutz sowie zur Flussregulierung eingesetzt wurden.
Nach dem Beginn des Zweiten Weltkrieges rekrutierten Industriebetriebe jedoch verstärkt jüdische Arbeitskräfte, die in eigenen Abteilungen oder durch Sichtschutz von „Ariern“ abgetrennt eingesetzt wurden. Ab Herbst 1940 wurden alle einsatzfähigen Juden zwangsverpflichtet; nunmehr unbefristet und auch als Facharbeiter eingesetzt. Im Februar 1941 waren 24.500 männliche und 16.500 weibliche Juden im „Geschlossenen Arbeitseinsatz“ tätig.

## Ausgrenzung
Radikale Antisemiten innerhalb der NSDAP wollten „jüdische Mischlinge ersten Grades“ bei der „Endlösung der Judenfrage“ den „Volljuden“ gleichstellen und erwogen ihre Deportation und ihre Sterilisation. Zudem plante man Zwangsscheidungen von Mischehen.
Am 8. April 1940 erging ein Erlass, dass grundsätzlich alle „jüdischen Mischlinge ersten Grades“ sowie die „Ehemänner von Jüdinnen oder jüdischen Mischlingen ersten Grades“ aus der Wehrmacht zu entlassen seien. Viele militärische Vorgesetzte befolgten diesen Befehl nur zögerlich, zumal etliche der Betroffenen hohe Auszeichnungen erhalten hatten und auf eine Ausnahmeregelung pochten. Im Mai 1942 kündigte Adolf Hitler ein verschärftes Vorgehen gegenüber den „Mischlingen“ an. Im Oktober 1942 forderte die Partei-Kanzlei Berichterstattung über jeden Mischling in der Wehrmacht. „Mischlinge ersten Grades“ seien unverzüglich vom Wehrdienst auszuschließen und zu entlassen, sofern diese keine besondere Genehmigung des „Führers“ vorweisen könnten. Am 20. Juni 1944 erklärte das Oberkommando des Heeres die Beschäftigung aller Mischlinge, auch die „jüdischen Mischlinge zweiten Grades“, als Gefolgschaftsmitglieder des Heeres für untragbar, und wies an, die Freigesetzten unverzüglich dem Arbeitseinsatz zuzuführen.

## Einsatzpläne
Es gab schätzungsweise 26.000 Männer im wehrpflichtigen Alter, die aufgrund der diskriminierenden antisemitischen Erlasse nicht bei der Wehrmacht dienten. Sie hatten angesichts fehlender qualifizierter Fachkräfte kaum Probleme, einen Arbeitsplatz zu finden.
Schon 1942 hatte man erwogen, diese Männer aus ordentlichen Arbeitsverhältnissen herauszulösen und in Arbeitsbataillonen zusammenzufassen. Diese Gruppe sollte jedoch nach Vorschlag Ernst Kaltenbrunners vom Reichssicherheitshauptamt nicht wie andere „Wehrunwürdige“ in Bewährungsbataillonen der Wehrmacht zusammengefasst, sondern in gesonderten Formationen der Organisation Todt „in einem besonders verschärften Einsatz“ verwendet werden. Schließlich fiel nach kontroversen Verhandlungen mit der Partei-Kanzlei und dem Oberkommando der Wehrmacht mit Zustimmung Hitlers eine Entscheidung. Am 13. Oktober 1943 teilte Fritz Sauckel als „Generalbevollmächtigter für den Arbeitseinsatz“ den Gauarbeitsämtern mit, dass die nicht wehrpflichtigen „jüdischen Mischlinge ersten Grades“ und die mit „Volljüdinnen verheirateten Arier“ zum geschlossenen Einsatz bei der Organisation Todt eingezogen werden sollten. Ab November 1943 fertigten die Arbeitsämter entsprechende Listen an. Dabei kam es regelmäßig zur Zusammenarbeit mit der Gestapo.

## Einberufungen
Für den öffentlichen Dienst erreichte das Reichsinnenministerium die Ausnahmeregelung, dass der OT-Einsatz für ihre derart „rassisch belasteten“ Dienstkräfte ausgesetzt wurde. Auch Geistliche, die als „jüdische Mischlinge“ oder „jüdisch Versippte“ galten, wurden von der Zwangsarbeit befreit.
Vielfach wehrten sich die Betriebe gegen das Vorhaben, ihnen qualifizierte Arbeitskräfte zu entziehen, und stellten diese als „unabkömmlich“ dar. Vermutlich reklamierten manche Arbeitgeber ihre Mitarbeiter auch aus menschlichen Erwägungen heraus, um sie vor dem ungewissen Schicksal beim Sonderdienst zu bewahren. Im Frühjahr 1944 wurde verschärft nachgefasst und im Oktober 1944 ordnete Heinrich Himmler an, rücksichtslos alle männlichen einsatzfähigen „jüdischen Mischlinge ersten Grades“ und „jüdisch Versippte“ innerhalb von drei Tagen aus den Betrieben herauszuziehen und in Baubataillone der Organisation Todt zu überführen. Als „jüdisch versippte Person“ galten auch „arische“ Männer, die mit einer als „jüdischer Mischling“ eingestuften Frau verheiratet waren. Wenige Ausnahmefälle waren genau definiert. Körperlich ungeeignete Männer und weibliche „Mischlinge“ sollten vom Arbeitsamt in geschlossenen Gruppen zu manuellen Arbeiten vermittelt werden.
Der Vorsitzende der Fuldaer Bischofskonferenz, Erzbischof Adolf Bertram, protestierte Ende Januar 1944 gegen die geplante Einberufung der Mischlinge in besondere Arbeitsformationen. Diese Maßnahmen „zielten deutlich auf eine Aussonderung hin, an deren Ende die Ausmerzung droht.“

## Zahlen und Zielorte
Im März 1944 wurden die ersten Trupps mit jeweils einhundert Sonderdienstverpflichteten nach Nordfrankreich geschickt: Aus Baden waren es im März 3000 Personen, unter ihnen auch einige „Zigeuner“ und „Zigeunermischlinge“. Zwei weitere Trupps sind für Essen nachweisbar. Für Hamburg waren 1680 Männer aufgelistet, darunter auch politisch Verfolgte und Vorbestrafte; davon wurden sechshundert Personen aus gesundheitlichen Gründen als „nicht lagerfähig“ oder „untauglich“ zurückgestellt. In Wien wurden erst im Dezember 1944 rund 4100 Dienstverpflichtete erfasst, die Hälfte davon Frauen.
Da nur einige regionale Aufstellungen erhalten blieben, lässt sich nicht ermitteln, wie viele Menschen insgesamt zum Einsatz gebracht wurden. Schätzwerte gehen von weit mehr als zehntausend bis zu knapp zwanzigtausend Personen.
Die ersten Arbeitskolonnen wurden zum Bau des Atlantikwalls nach Nordfrankreich gebracht, ab August 1944 war Bedburg das Ziel, wo eine unterirdische Hydrieranlage errichtet werden sollte. Ab November 1944 wurden geschlossene Gruppen nach Bedarf in diversen Reichsgauen untergebracht; generell wurden sie außerhalb ihres Heimatortes eingesetzt.

## Lebensbedingungen
Fast immer wurden die Dienstverpflichteten in Arbeitslager der Organisation Todt eingewiesen, die sich als unterschiedlich erträglich, teils aber „als Ebenbilder von Konzentrationslagern“ erwiesen. Die Internierten wurden bewacht, unterlagen einem Ausgehverbot, einer Post- und Briefkontrolle und durften keine Besuche von Angehörigen erhalten. Auf den Baustellen wurden sie ungeachtet ihrer Qualifikation nur zu „händischer Arbeit“ eingesetzt. Sie erhielten weder Lebensmittelkarten für Schwerarbeiter noch Arbeitskleidung, durften sich bei schlechtem Wetter nicht unterstellen und konnten keine Luftschutzräume aufsuchen.
Ursprünglich sollten die Hamburger Sonderdienstverpflichteten in Weimar und Osnabrück eingesetzt werde, doch waren sie für Straßenräumung und Trümmerbeseitigung am Heimatort unentbehrlich. Sie waren ausnahmsweise nicht der Organisation Todt, sondern der Hamburger Bauverwaltung unterstellt. Als „Sonderkommando J“ waren sie im Herbst 1944 nur zum Teil in Lagern untergebracht. Obwohl vorgesehene OT-Lager teilzerstört oder als Ausweichquartiere für KZ-Außenstellen und Zwangsarbeiter benötigt wurden, trieb man eine Kasernierung der Kommandos voran; allerdings mit wenig Erfolg. Auf Veranlassung der Gestapo wurden Gruppen des Sonderkommandos in sieben Baracken auf dem Ohlsdorfer Friedhof interniert. Die Unterkünfte hatte nach Feststellung einer Inspektion schadhafte Dächer und waren nicht winterfest; die Zwangsarbeiter wurde von einer Großküche nur mangelhaft versorgt.
Grundsätzlich sollte der tariflich festgesetzte Lohn für Hilfsarbeiter gezahlt werden. Dadurch verschlechterte sich häufig die finanzielle Situation der zurückgelassenen Angehörigen; überdies verzögerten sich die Zahlungen.
Die Trennung von der Familie stellte für die Dienstverpflichteten in den auswärtigen Lagern eine starke Belastung dar, denn Nachrichten erreichten sie nur zeitverzögert. Männer fürchteten, die jüdische Ehefrau oder Elternteile könnten während ihrer Abwesenheit in den Osten deportiert werden. Auch ihre eigene Zukunft schien gefährdet: Die Dienstverpflichteten im „Sonderkommando J“ hatten den gleichen Bescheid wie die ins Ghetto Theresienstadt Deportierten erhalten, nämlich freiwerdenden Wohnraum zu melden, einen Vermögensverwalter anzugeben und unversorgte Kinder unter sechzehn Jahren bei Verwandten unterzubringen.
Die Furcht war nicht grundlos: Am 13. Januar 1945 erging der Befehl, alle arbeitsfähigen Geltungsjuden und Juden und Jüdinnen aus „Mischehen“ ins Ghetto Theresienstadt zu deportieren. Die späte Anordnung wurde nicht mehr flächendeckend umgesetzt und durch die zeitnahe Befreiung Theresienstadts konnten nach Kriegsende fast alle unversehrt zurückkehren.

## Deutungen
Mit dem „Geschlossenen Arbeitseinsatz“ der „Mischlinge“ und „jüdisch Versippten“ verband die nationalsozialistische Führung neben ökonomischen Motiven das Ziel, diese beiden Gruppen, die wegen befürchteter Unruhen in der Bevölkerung nicht einfach deportiert werden konnten, von der „Volksgemeinschaft“ zu separieren. Bei den inhumanen Maßnahmen zeigten sich die Mitarbeiter der Arbeitsverwaltung in der Regel als kritiklose Helfer. Beate Meyer stellt heraus, es sei den Verantwortlichen in erster Linie darum gegangen, rassistische Prinzipien durchzusetzen und deshalb die Zwangsarbeiter unter diskriminierenden Bedingungen zusammenzufassen, „vermutlich in der Absicht, sie später – sollte ein entsprechender Befehl kommen – bereits gesammelt abtransportieren zu können“.
Ursula Büttner widerspricht ausdrücklich einem 1966 erstellten Gutachten Hermann Gramls, die „jüdischen Mischlinge ersten Grades“ hätten – von Diskriminierungen abgesehen – „im allgemeinen verhältnismäßig unbehelligt leben“ können. Allein die Kriegsniederlage des eigenen Landes habe die „Mischlinge ersten Grades“ sowie die Juden aus „Mischehen“ vor der Vernichtung gerettet, die ihnen das NS-Regime zugedacht und die es bereits eingeleitet hatte. Büttner zufolge zeigte die Aktion überdies die Entschlossenheit der nationalsozialistischen Führung, mit den „jüdisch Versippten“ abzurechnen, die trotz aller Pressionen unbeirrt zu ihren jüdischen Ehepartnern hielten.